# Panagiotis Pikrammenos
Panagiotis Pikrammenos (grekiska: Παναγιώτης Πικραμμένος, uttalas [panaˈʝotis pikraˈmenos]), född 26 juli 1945 i Aten, är en grekisk domare som var Greklands tillförordnade premiärminister mellan den 17 maj och den 20 juni 2012. Sedan inga partier lyckats bilda regering efter parlamentsvalet hållit i maj 2012 tillträdde Pikrammenos som tillförordnad premiärminister för att leda landet fram till parlamentsvalet i juni 2012.

## Interimspremiärminister
Innan Pikrammenos utsågs som premiärminister var han ordförande i Grekiska statens råd, landets högsta förvaltningsdomstol.
Han utsågs till premiärminister av president Karolos Papoulias den 16 maj 2012. Han kommer att leda en regering av teknokrater tills en permanent regering kan bildas, med val planerade att hållas den 17 juni 2012.
Han efterträddes av Antonis Samaras, ledare för Ny demokrati, den 20 juni 2012.